# Motviktskontinenten
Motviktskontinenten är en fiktiv kontinent skapad av Terry Pratchett.

## Geografi
Större delen av Motviktskontinenten tillhör det Agateanska Imperiet. Motviktskontinenten väger lika mycket som de andra kontinenterna tillsammans på grund av att den mestadels består av guld, en metall som på grund av inflation är lika värdelöst som bly. Runt det Agateanska Imperiet löper Muren, ett skydd mot barbarer och ett sätt att hålla invånarna inne. En annan del är ön Bhangbhangduc, som använder silver som bas för räknesystemet, något som är impopulärt i trakter som annars använder sedlar och guldmynt.

## Länder och städer

### Länder
- Agateanska Imperiet[1]

### Städer
- Hunghung[1]
- Bes Pelargic[1]